# ゲオルゲ・ディマ
ゲオルゲ・ディマ（ルーマニア語: Gheorghe Dima, ドイツ語: George Dima, 1847年10月10日もしくは12月28日 - 1925年6月4日）は、ルーマニアの指揮者で国民的作曲家。クルジュ＝ナポカのゲオルゲ・ディマ音楽アカデミーにその名を留めている。

## 経歴
オーストリア帝国クローンシュタット（現ブラショヴ）生まれ。グラーツでフェルディナント・ティエリオに師事し、ライプツィヒ音楽院にも学んだ。1881年には、トランシルヴァニアのヘルマンシュタット（現シビウ）楽友協会の指揮者に加えて、神学校の音楽教師や教会楽長も兼任した。数々の楽曲を発表している。クラウゼンブルク（現クルジュ＝ナポカ）で没した。